# Шортс S.10
Шортс S.10 (енгл. Shorts S.10 Gurnard) је британски ловац-хидроавион. Први лет авиона је извршен 1929. године. 

Највећа брзина у хоризонталном лету је износила 258 km/h. Размах крила је био 11,27 метара а дужина 8,75 метара. Маса празног авиона је износила 1403 килограма, а нормална полетна маса 2230 kg.

## Наоружање
| Наоружање авиона: Шортс        |                                     |
| Ватрено (стрељачко) наоружање  |                                     |
| Топ                            |                                     |
| Митраљез                       |                                     |
| Број и ознака митраљеза        | 1 синх. Викерс и 1 Луис код стрелца |
| Калибар                        | 7,7                                 |
| Бомбардерско наоружање (бомбе) |                                     |
| Ракетно наоружање (ракете)     |                                     |